# John Williams (gitarist)
John Christopher Williams (Melbourne, 24 april 1941) is een van 's werelds bekendste klassieke gitaarspelers. Hij werd geboren in Australië en kreeg eerst les van zijn vader Len Williams. Toen hij twaalf jaar oud was ging hij naar Spanje om bij Andrés Segovia te studeren. Later nam hij les op het Royal College of Music in Londen, en studeerde piano omdat de school toen nog geen gitaarafdeling had. Nadat hij afgestudeerd was kreeg hij de gelegenheid zo'n afdeling op te zetten, en hij leidde deze de eerste twee jaar. Hij bleef sindsdien verbonden aan het College (en aan het Northern College in Manchester).
Williams is het bekendst als klassiek gitarist, maar heeft veel verschillende tradities bezocht. Hij werkte samen met Julian Bream en Paco Peña en was lid van de fusiongroep Sky. Hij is ook componist en arrangeur.
Williams heeft opdrachten gegeven voor concerten bij componisten als Stephen Dodgson, André Previn, Patrick Gowers, Richard Harvey en Steve Gray. Hij werkte ook met componisten uit Australië, waaronder Phillip Houghton, Peter Sculthorpe en Nigel Westlake, om gitaarwerken te maken die de geest van zijn vaderland weergeven.
Hij had een wereldwijde hit met zijn opname van Cavatina door Stanley Myers, dat werd gebruikt als thema bij de Oscarwinnende film The Deer Hunter (1979). Het stuk was oorspronkelijk voor piano geschreven, voor een andere film tien jaar eerder, The Walking Stick (1970) maar werd op Williams' uitnodiging voor gitaar herschreven en uitgebreid door Myers. In 1973 schreef Cleo Laine er een tekst bij en nam "He Was Beautiful" begeleid door John Williams op. Een jaar later werd het een top 5 single in Engeland voor Iris Williams (geen familie).
Hij is visiting professor bij de Royal Academy of Music, Londen.
In 2007 won hij in Nederland een speciale Edison voor zijn gehele oeuvre.